# Samuel Koch

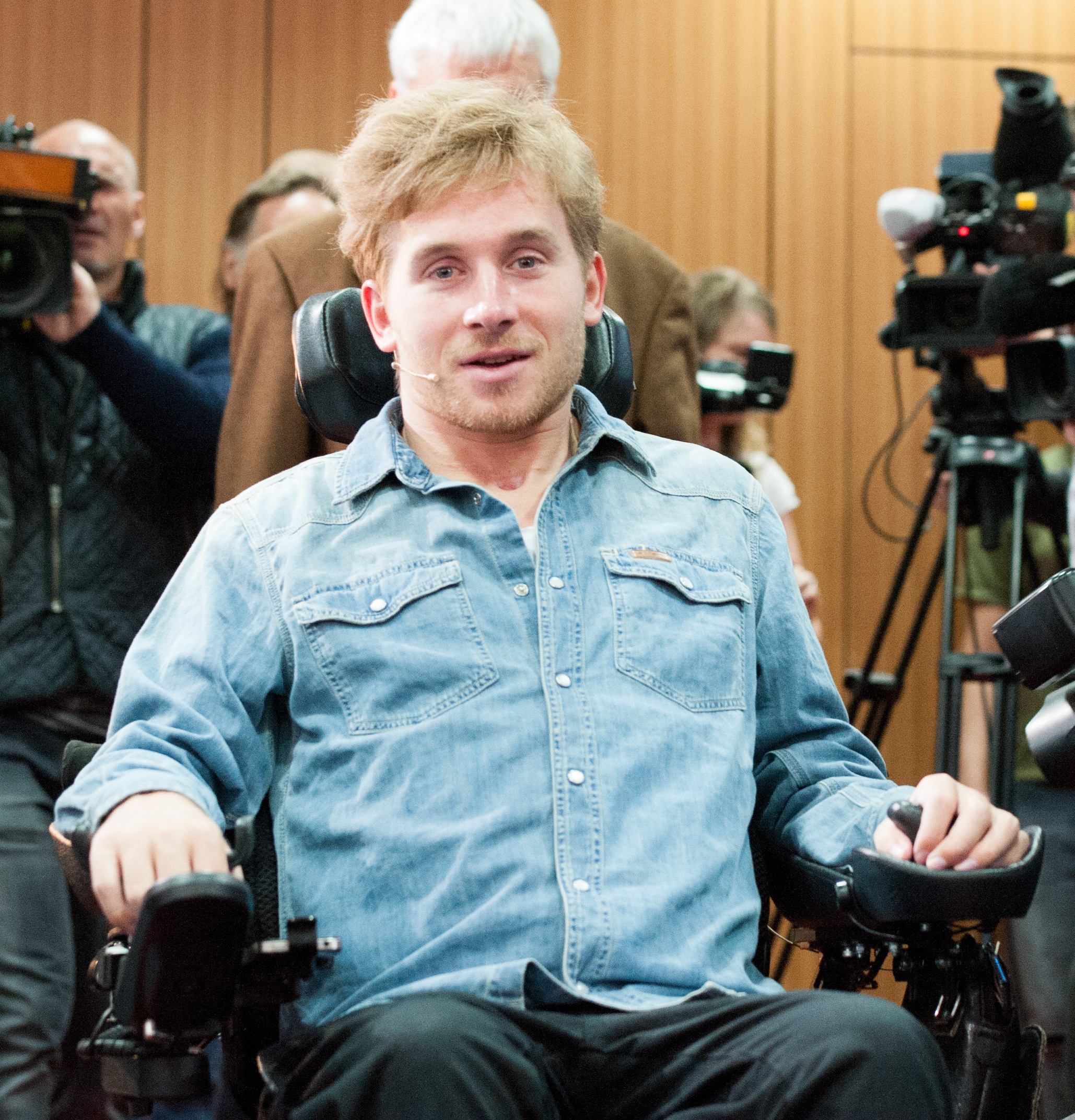
Samuel Koch (2012)

Samuel Koch (* 28. September 1987 in Neuwied) ist ein deutscher Schauspieler und Autor. Seit der Spielzeit 2018/19 ist er festes Ensemblemitglied am Nationaltheater Mannheim. Der Öffentlichkeit wurde Koch durch die Fernsehshow Wetten, dass..? am 4. Dezember 2010 in Düsseldorf bekannt, als er sich beim Versuch, mit speziellen Sprungstiefeln über ein fahrendes Auto zu springen, schwer verletzte. Seither ist er vom Hals abwärts querschnittgelähmt.

## Leben
Samuel Koch wuchs im südbadischen Wintersweiler auf und erlangte das Abitur am Kant-Gymnasium Weil am Rhein. Anschließend war er im Rahmen seines Wehrdienstes bei der Bundeswehr als Redakteur in der Presse- und Öffentlichkeitsarbeit der deutsch-französischen Brigade tätig. Ab seinem sechsten Lebensjahr war Koch Geräteturner. Er turnte für den Markgräfler Hochrhein-Turngau in der Regionalliga.

### Schauspiel
Samuel Koch begann im Oktober 2010, zwei Monate vor seinem Unfall, sein Schauspielstudium an der Hochschule für Musik, Theater und Medien Hannover. Zuvor war er Regieassistent bei dem Film 4 Tage im Mai von Achim von Borries und Eduard Reznik. Darin übernahm Koch auch eine Rolle als Soldat. Der Film wurde 2011 uraufgeführt. Im November 2012 wurde Koch in Berlin für sein autobiografisches Buch Zwei Leben vom Christlichen Medienverbund KEP mit dem Medienpreis Goldener Kompass ausgezeichnet. Seit 2013 geht Samuel Koch zusammen mit Samuel Harfst auf Tour, auf der Koch aus seinen Büchern liest und Harfst Lieder aus seinen Alben spielt.
Im Februar 2014 bestand er an der Hochschule für Musik, Theater und Medien Hannover die Schauspielprüfung. Seine Abschlussarbeit, in der er sich mit dem Thema Behinderung auf der Bühne auseinandersetzt, trägt den Titel Die Entdeckung des Schönen in der Reduktion.
Im Juni 2014 wurde bekannt, dass Koch nach Beendigung seiner Ausbildung Ensemblemitglied am Staatstheater Darmstadt werde und die Rolle des Prinzen von Homburg übernehmen solle. Ebenso spielte er eine Rolle in der Telenovela Sturm der Liebe sowie eine kleine Rolle im von Til Schweiger produzierten Kinofilm Honig im Kopf.
Am 13. Dezember 2014 war Koch in der vorerst letzten Folge von Wetten, dass..? zu Gast. Am 5. Juni 2016 trat er in der Sendung Mensch Gottschalk – Das bewegt Deutschland auf.
2018 spielte Samuel Koch seine erste größere Kinorolle in Draußen in meinem Kopf als Hauptrolle Sven.
2023 wollte Koch deutschlandweit mit seiner Show Schwerelos auf Tournee sein. Sie wurde – von zwei Auftritten in München und Stuttgart abgesehen – ersatzlos abgesagt, weil im Vorverkauf zu wenig Eintrittskarten gekauft wurden.

### Unfall
Am 4. Dezember 2010 war der 23-jährige Koch Wettkandidat in der ZDF-Sendung Wetten, dass..? Gegenstand seiner Wette war, dass er nacheinander über fünf Autos zunehmender Größe springen sollte, die ihm entgegenfuhren. Koch sprang mit Sprungstiefeln im Vorwärtssalto über jeweils ein Fahrzeug. Beim vierten Wagen, gesteuert von seinem Vater, stürzte er und blieb regungslos liegen. Die Sendung wurde daraufhin zunächst unterbrochen, später folgte ihr Abbruch.
Samuel Koch wurde im Universitätsklinikum Düsseldorf behandelt. Anschließend wurde er ins Schweizer Paraplegiker-Zentrum in Nottwil (Kanton Luzern) verlegt. Dort wurde seine Tetraplegie behandelt. Seine Rehabilitation verlief „den Erwartungen der Ärzte entsprechend gut“. Aus der Klinik wurde er kurz vor Weihnachten 2011 entlassen.
Der Unfall führte einerseits zu einer Diskussion über die Sicherheit bei Wetten, dass..? und andererseits über den Zusammenhang zwischen Risikobereitschaft und Einschaltquote. Ein vom ZDF beauftragtes Gutachten der Deutschen Sporthochschule Köln führte den Unfall auf eine unglückliche Verkettung von Bewegungsfehlern zurück. Infolge des Unfalls beendete Thomas Gottschalk Ende 2011 seine Arbeit als Moderator von Wetten, dass..?, Co-Moderatorin Michelle Hunziker verließ gleichzeitig die Sendung.

### Engagement
Seine Bekanntheit nutzt Koch immer wieder, um sich für soziale Projekte starkzumachen. So unterstützt er die Deutsche Stiftung Querschnittlähmung, die Initiative Wings for Life und die „Elfmeter-Stiftung“, die sich für Kinder mit Rückenmarksverletzungen einsetzt. Für den „Tag der Begegnung“ – ein großes Familienfest des Landschaftsverbandes Rheinland am 20. Mai 2017 für Menschen mit und ohne Behinderung im Kölner Rheinpark – übernahm er die Schirmherrschaft.

### Privates
Im August 2015 verlobte sich Koch mit der Schauspielerin Sarah Elena Timpe. Sie hatten sich bei Dreharbeiten für die Fernsehserie Sturm der Liebe kennen gelernt. Standesamtlich getraut wurden sie am 26. August 2016, die kirchliche Trauung folgte am 27. August 2016 in der Evangelischen Kirche Mappach.

## Trivia
In der fünften Staffel der ProSieben-Sendung The Masked Singer nahm er im Kostüm des Phönix teil. Er kam auf Rang 7 und schied in der 4. Sendung aus.

## Filmografie
- 2011: 4 Tage im Mai
- 2014: Sturm der Liebe (Fernsehserie)
- 2014: Honig im Kopf
- 2017: Großstadtrevier (Fernsehserie, Folge 405)
- 2018: Draußen in meinem Kopf
- 2022: Die Passion (Fernsehfilm)
- 2022: Sachertorte
- 2022: Vienna Blood – Der Schattengott (Fernsehreihe)
- 2023: 5 Seasons – eine Reise
- 2023: Philipp Mickenbecker – Real Life
- 2023: 15 Jahre
- 2025: Warum ich? (Fernsehserie, Folge 6)

## Theatrografie
- 2012: Nach Moskau!, Studiotheater Hannover
- 2014: Bambiland, Kulturzentrum Faust Hannover
- 2014–2017: Prinz Friedrich von Homburg, Staatstheater Darmstadt
- 2015–2016: Ein Bericht für eine Akademie, Staatstheater Darmstadt
- 2016: Die beste aller möglichen Welten, Staatstheater Darmstadt
- 2016–2017: Die Orestie, Staatstheater Darmstadt
- 2016–2017: Faust. Der Tragödie erster Teil, Staatstheater Darmstadt
- Mai 2017: Ruf der Wildnis, Staatstheater Darmstadt
- Januar 2018: Der Menschenfeind, Staatstheater Darmstadt
- Oktober 2018: Judas, Nationaltheater Mannheim
- Januar 2019: Steppenwolf, Nationaltheater Mannheim
- Oktober 2019: Warten auf Godot, Nationaltheater Mannheim
- September 2023: Die vielen Stimmen meines Bruders, Kosmos Theater Wien (im Video)[29]
- April 2024: In Ordnung, Kammerspiele München
- Dezember 2024: Proteus 2481(UA), Kammerspiele München[30]

## Werke
- mit Christoph Fasel: Samuel Koch – Zwei Leben. Vorwort: Thomas Gottschalk, Nachwort: Michelle Hunziker. adeo Verlag, Aßlar 2012, ISBN 978-3-942208-53-6. (Platz 1 der Spiegel-Bestsellerliste vom 7. bis zum 20. Mai 2012)
- mit Titus Müller: Rolle vorwärts – Das Leben geht weiter, als man denkt. adeo Verlag, Aßlar 2015, ISBN 978-3-86334-071-1.
- Steh auf Mensch! Was macht uns stark? (K)ein Resilienz-Ratgeber. adeo Verlag, Aßlar 2019, ISBN 978-3-86334-211-1.
- mit Sarah Koch: Das Kuscheltier-Kommando. Eine Geschichte über wahre Stärke (mit Bildern von Nadine Y. Resch). Edel Kids Books, Hamburg 2021, ISBN 978-3-96129-184-7.

## DVD
- 2013: Konzertlesung mit Samuel Harfst und Samuel Koch